# Джонс, Тони (снукерист)
То́ни Джонс (англ. Tony Jones, род. 15 апреля 1960 года) — английский бывший профессиональный игрок в снукер.

## Карьера
В 1982 году Джонс стал победителем любительского чемпионата Англии и вскоре после этого получил статус профессионала. Лучшее достижение Тони — победа на European Open 1991, когда он, будучи 35-м в мировом рейтинге, выиграл в финале у Марка Джонстона-Аллена со счётом 9:7. Кроме того, в 1985-м он, в паре с Рэем Риардоном, вышел в финал World Doubles, а в 1991-м, на чемпионате мира, дошёл до 1/8 финала, где уступил Деннису Тейлору, 8:13. Свой высший брейк (135 очков) он сделал в 1992 году.
В последнее время Джонс активно занимается тренерской деятельностью.